# Eucamerotus foxi
L'eucameroto (Eucamerotus foxi) è un dinosauro erbivoro appartenente ai sauropodi. Visse nel Cretaceo inferiore (Barremiano, circa 120 milioni di anni fa) e i suoi resti fossili sono stati ritrovati in Europa (Inghilterra). Questo dinosauro fa parte di una complessa tassonomia di sauropodi del Giurassico superiore - Cretaceo inferiore europeo, basati su resti frammentari.

## Classificazione
Questo dinosauro è noto per alcune vertebre dorsali incomplete, ritrovate nell'800 da William D. Fox nei pressi della baia di Brighstone, nell'isola di Wight, nella formazione Wessex (Wealden). Le vertebre, comprendenti anche un arco neurale e una dorsale di un giovane, vennero studiate da John Hulke, che nel 1871 descrisse il genere senza però designarne una specie né un olotipo. Nel giro di pochi anni, le vertebre vennero "dimenticate" dagli altri studiosi del tempo, e numerosi autori attribuitono questi resti ad altri sauropodi del Cretaceo inglese, come Ornithopsis e Pelorosaurus. 
Nel 1995 William T. Blows ristudiò le vertebre e le considerò appartenere a un genere valido di sauropodi brachiosauridi. Blows selezionò una delle vertebre come olotipo, designò le restanti come paratipi e attribuì l'epiteto specifico (foxi, in onore dello scopritore) al genere Eucamerotus. Lo studioso, inoltre, attribuì a questo genere di dinosauri anche altre vertebre provenienti dalla stessa formazione, e ritenne che a Eucamerotus appartenesse anche uno scheletro incompleto, noto come MIWG-BP001. Quest'ultima attribuzione non è generalmente accettata dagli altri studiosi, e sfortunatamente questo scheletro non è mai stato descritto ufficialmente. 
Più recentemente, alcuni studi ritengono Eucamerotus un brachiosauride di dubbia identità (Naish e Martill, 2001), mentre altri ritengono addirittura che i resti siano privi di caratteri diagnostici da non permettere nemmeno una classificazione a livello di famiglia (Upchurch et al., 2004); altri ancora, infine, classificano Eucamerotus tra i titanosauri, il gruppo di sauropodi più diffuso nel Cretaceo (Santucci e Bertini, 2005).

## Descrizione
Come tutti i sauropodi, Eucamerotus doveva essere un grande erbivoro quadrupede con collo e coda lunghi, zampe colonnari e un corpo voluminoso. Le vertebre, lunghe una ventina di centimetri, fanno supporre che Eucamerotus, se fosse stato un brachiosauride, dovesse raggiungere una lunghezza di circa 15 metri (piuttosto modesta per un brachiosauride).